# (10628) Feuerbacher
(10628) Feuerbacher est un astéroïde de la ceinture principale.

## Description
(10628) Feuerbacher est un astéroïde de la ceinture principale. Il fut découvert le 18 janvier 1998 à Caussols par le projet ODAS. Il présente une orbite caractérisée par un demi-grand axe de 3,12 UA, une excentricité de 0,12 et une inclinaison de 5,8° par rapport à l'écliptique.